# Rosemary Casals

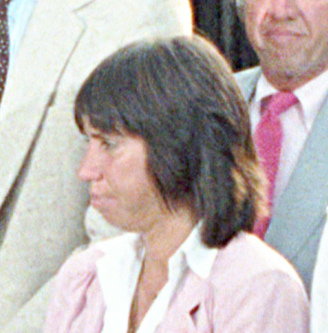
Perfil da jogadora americana de Ténis Rosemary Casals

Rosemary "Rosie" Casals (San Francisco, 16 de Setembro de 1948) é uma ex-tenista profissional estadunidense, seu melhor ranqueamento de N. 3 em simples.

## Grand Slam finais

### Simples: 2 (0 títulos, 2 vices)
| Posição | Ano  | Campeonato | Oponente         | Placar        |
| ------- | ---- | ---------- | ---------------- | ------------- |
| Vice    | 1970 | US Open    | Margaret Court   | 2–6, 6–2, 1–6 |
| Vice    | 1971 | US Open    | Billie Jean King | 4–6, 6–7      |

### Duplas: 21 (9 títulos, 12 vices)
| Posição | Ano  | Campeonato          | Parceira           | Oponentes                              | Placar         |
| ------- | ---- | ------------------- | ------------------ | -------------------------------------- | -------------- |
| Vice    | 1966 | U.S. Championships  | Billie Jean King   | Maria Bueno Nancy Richey Gunter        | 6–3, 6–4       |
| Campeã  | 1967 | Wimbledon           | Billie Jean King   | Maria Bueno Nancy Richey Gunter        | 9–11, 6–4, 6–2 |
| Campeã  | 1967 | U.S. Championships  | Billie Jean King   | Mary-Ann Eisel Donna Floyd Fales       | 4–6, 6–3, 6–4  |
| Vice    | 1968 | Roland Garros       | Billie Jean King   | Françoise Dürr Ann Haydon-Jones        | 7–5, 4–6, 6–4  |
| Campeã  | 1968 | Wimbledon (2)       | Billie Jean King   | Françoise Dürr Ann Haydon-Jones        | 3–6, 6–4, 7–5  |
| Vice    | 1968 | US Open (2)         | Billie Jean King   | Maria Bueno Margaret Court             | 4–6, 9–7, 8–6  |
| Vice    | 1969 | Aberto da Austrália | Billie Jean King   | Margaret Court Judy Tegart Dalton      | 6–4, 6–4       |
| Vice    | 1970 | Roland Garros (2)   | Billie Jean King   | Françoise Dürr Gail Lovera             | 6–1, 3–6, 6–3  |
| Campeã  | 1970 | Wimbledon (3)       | Billie Jean King   | Françoise Dürr Virginia Wade           | 6–2, 6–3       |
| Vice    | 1970 | US Open (3)         | Virginia Wade      | Margaret Court Julie Tegart Dalton     | 6–3, 6–4       |
| Campeã  | 1971 | Wimbledon (4)       | Billie Jean King   | Margaret Court Evonne Goolagong Cawley | 6–3, 6–2       |
| Campeã  | 1971 | US Open (2)         | Judy Tegart Dalton | Françoise Dürr Gail Lovera             | 6–3, 6–3       |
| Campeã  | 1973 | Wimbledon (5)       | Billie Jean King   | Françoise Dürr Betty Stöve             | 6–1, 4–6, 7–5  |
| Vice    | 1973 | US Open (4)         | Billie Jean King   | Margaret Court Virginia Wade           | 3–6, 6–3, 7–5  |
| Campeã  | 1974 | US Open (3)         | Billie Jean King   | Françoise Dürr Betty Stöve             | 7–6, 6–7, 6–4  |
| Vice    | 1975 | US Open (5)         | Billie Jean King   | Margaret Court Virginia Wade           | 7–5, 2–6, 7–6  |
| Vice    | 1982 | Roland Garros (2)   | Wendy Turnbull     | Anne Smith Martina Navratilova         | 6–3, 6–4       |
| Vice    | 1980 | Wimbledon           | Wendy Turnbull     | Kathy Jordan Anne Smith                | 4–6, 7–5, 6–1  |
| Vice    | 1981 | US Open (6)         | Wendy Turnbull     | Kathy Jordan Anne Smith                | 6–3, 6–3       |
| Campeã  | 1982 | US Open (4)         | Wendy Turnbull     | Barbara Potter Sharon Walsh            | 6–4, 6–4       |
| Vice    | 1983 | Wimbledon (2)       | Wendy Turnbull     | Pam Shriver Martina Navratilova        | 6–2, 6–2       |

### Duplas Mistas: 6 (3 títulos, 3 vices)
| Posição | Ano  | Campeonato         | Parceira      | Oponentes                           | Placar        |
| ------- | ---- | ------------------ | ------------- | ----------------------------------- | ------------- |
| Vice    | 1967 | U.S. Championships | Stan Smith    | Billie Jean King Owen Davidson      | 6–3, 6–2      |
| Campeã  | 1970 | Wimbledon          | Ilie Năstase  | Olga Morozova Alex Metreveli        | 6–3, 4–6, 9–7 |
| Campeã  | 1972 | Wimbledon (2)      | Ilie Năstase  | Evonne Goolagong Cawley Kim Warwick | 6–4, 6–4      |
| Vice    | 1972 | US Open (2)        | Ilie Năstase  | Margaret Court Marty Riessen        | 6–3, 7–5      |
| Campeã  | 1975 | US Open            | Dick Stockton | Fred Stolle Billie Jean King        | 6–3, 6–7, 6–3 |
| Vice    | 1976 | Wimbledon          | Dick Stockton | Françoise Dürr Tony Roche           | 6–3, 2–6, 7–5 |